# La Capilla del Hombre
La Capilla del Hombre es un museo de arte, construido en Quito, Ecuador por iniciativa del pintor ecuatoriano Oswaldo Guayasamín en homenaje al ser humano.
El proyecto fue concebido en la década de los 80 por el artista Oswaldo Guayasamin y el estudio del Arquitecto Luis Felipe Suarez Williamson quién realiza el diseño por pedido del maestro Guayasamin. Posteriormente (en 1995) la Fundación Guayasamin contrata al Arq. Handel Guayasamin Crespo para que realice el Proyecto Arquitectónico de La Capilla del Hombre. La ejecución de la obra es contratada con el Ing. Diego Robalino y se inicia en 1996, concluyéndose en el 2002, luego de 3 años de la muerte del artista, el 10 de marzo de 1999. Esta edificación emblemática por su arquitectura y por la obra pictórica y muralística que contiene, fue inaugurada el 29 de noviembre del 2002. Forma parte del Complejo Cultural de la Fundación Guayasamin, ubicado en el sector de Bellavista al nororiente de Quito, que al momento dispone de: La Capilla del Hombre, la Casa Museo Guayasamin —residencia donde el Maestro vivió sus últimos años—; y, el sitio arqueológico, con 13 tumbas prehispánicas descubiertas el mismo día en que el Maestro Guayasamin fallece en los Estados Unidos.
Por su valor arquitectónico, La Capilla del Hombre fue premiada por el Municipio de Quito como la mejor obra de la ciudad en el año 2003.
Fue declarada por la UNESCO como «Proyecto prioritario para la cultura», y por el Gobierno Nacional como «Patrimonio cultural del estado ecuatoriano».
Este museo está dedicado al pueblo de América Latina como un «llamamiento» (palabra utilizada por el propio Guayasamín) a su unidad desde México hasta Argentina. En su interior se encuentra «La llama eterna» por los Derechos Humanos y la Paz.